# П'єтро Беллотті
П'єтро Беллотті( італ. Pietro Bellotti 1625 (1627 ?), Вольчіано да Сало — 1700, Гарньяно ) — венеційський художник XVII ст.

## Життєпис
Народився в провінції Брешиа, в містечку Волчіано (Ломбардія). Точної дати народження не збережено. Її позначають то як 1625 рік, то як 1627 рік.
У віці 12 років прибув у Венецію. З Венецією буде пов'язаний життям і творчістю до 1670 року, що не заважатиме мандрувати і працювати у різних містах і князівствах. Працював в майстерні художника Джироламо Форабоско (1605—1679). Форабоско працюав у реалістичній і статичній манері, був портретистом. 
Починав як портретист і автор фантазійних портретів. З роками П'єтро Беллотті, що виробився у оригінала-портретиста, почав переносити портретні риси як у релігійні образа чи алегорії, так і у численні побутові картини-типи ( «Апостол Павло», «Плин часу», «Філософ з книгою», «Старий музика з випадковими слухачами» ). Більшість його персонажів підкреслено демократичного, неаристократичного прошарку. Він рано відкрив значущість старого обличчя людини і надзвичайно майстерно відтворював їх у різних сюжетах, іноді вдаючись до натуралізму. При цьому його художня манера далека від живописних технік і праці плямою голландця Рембрандта чи Ебергарда Кейля, котрі теж працювали з моделями похилого віку. 
Виборов популярність і у період 1660-1663 рр. працював у Парижі, де його замовником був кардинал Мазаріні, італієць за походженням. 1663 року він повернувся у Венецію, де отримав посаду суперінтенданта князівських галерей Фернандо Гонзага в місті Мантуя. Відомо, що якісь замови художник виконав для папи римського Александра VIII.
Про останній період життя художника після 1664 року збережено мало відомостей. Так, у різних джерелах по різному називають місце його смерті.

## Вибрані твори
- «Плин часу»
- «Старий паломник»
- «Філософ з книгою»
- «Філософ Анаксімандр»
- «Апостол Павло»
- «Алегорія жадоби»
- «Алегорія зими»
- «Венеція, Канал Гранде»
- «Старий селянин»
- «Старий жебрак»
- «Богиня долі, парка Лахеза»

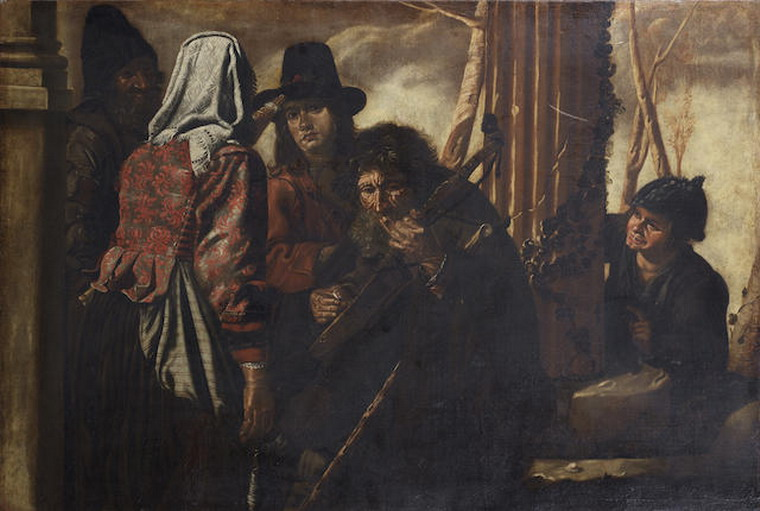
П'єтро Беллотті. «Старий музика з випадковими слухачами», кінець 17 ст.

- «Старий музика з випадковими слухачами»
- «Нічне свято на Сан П'єтро ді Кастелло у Венеції»
- «Філософ Діоген з ліхтарем»
- «Автопортрет з чаркою вина і золотим ланцюжком»

## Галерея обраних творів

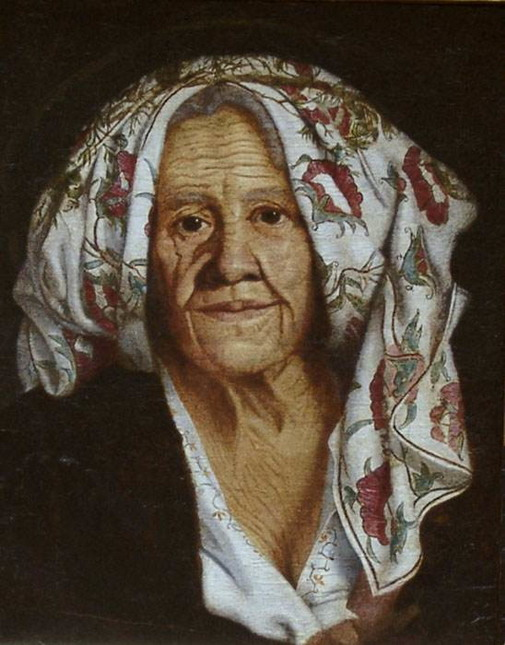
П'єтро Беллотті. «Плин часу», друга половина 17 ст.

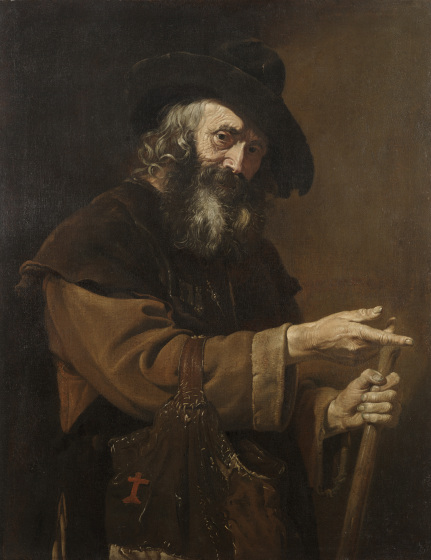
«Старий паломник», Художній музей (Даллас)
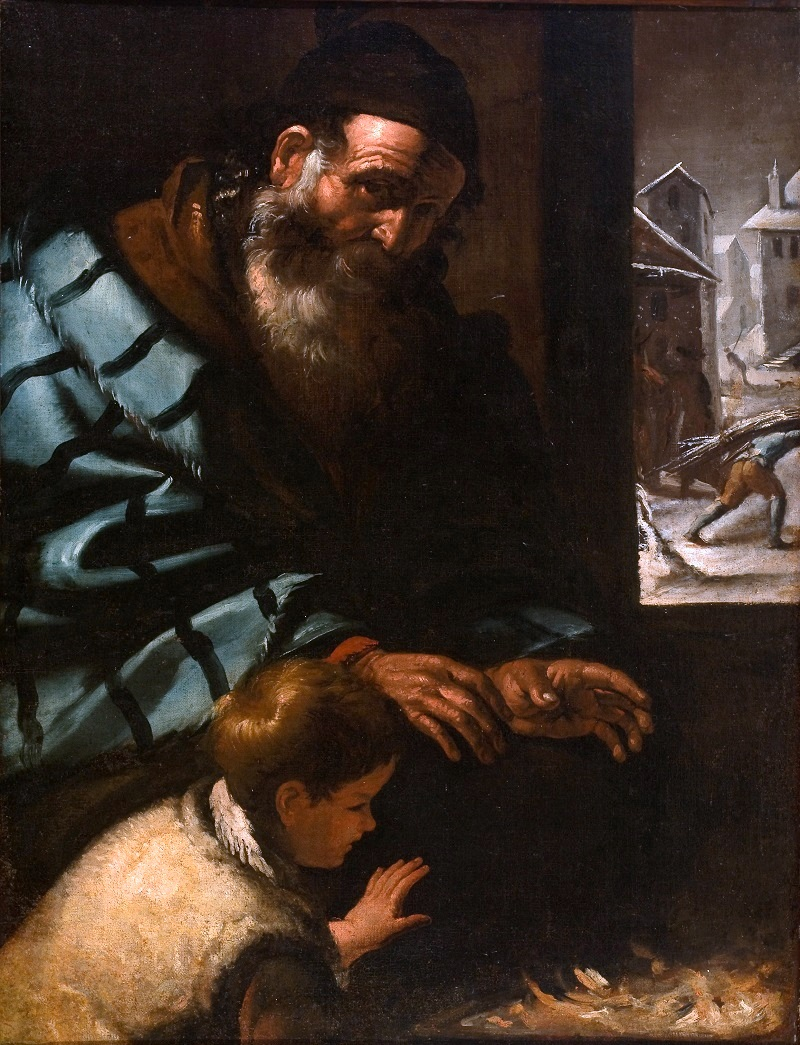
«Алегорія зими», Національний музей образотворчих мистецтв (Ріо-де-Жанейро)
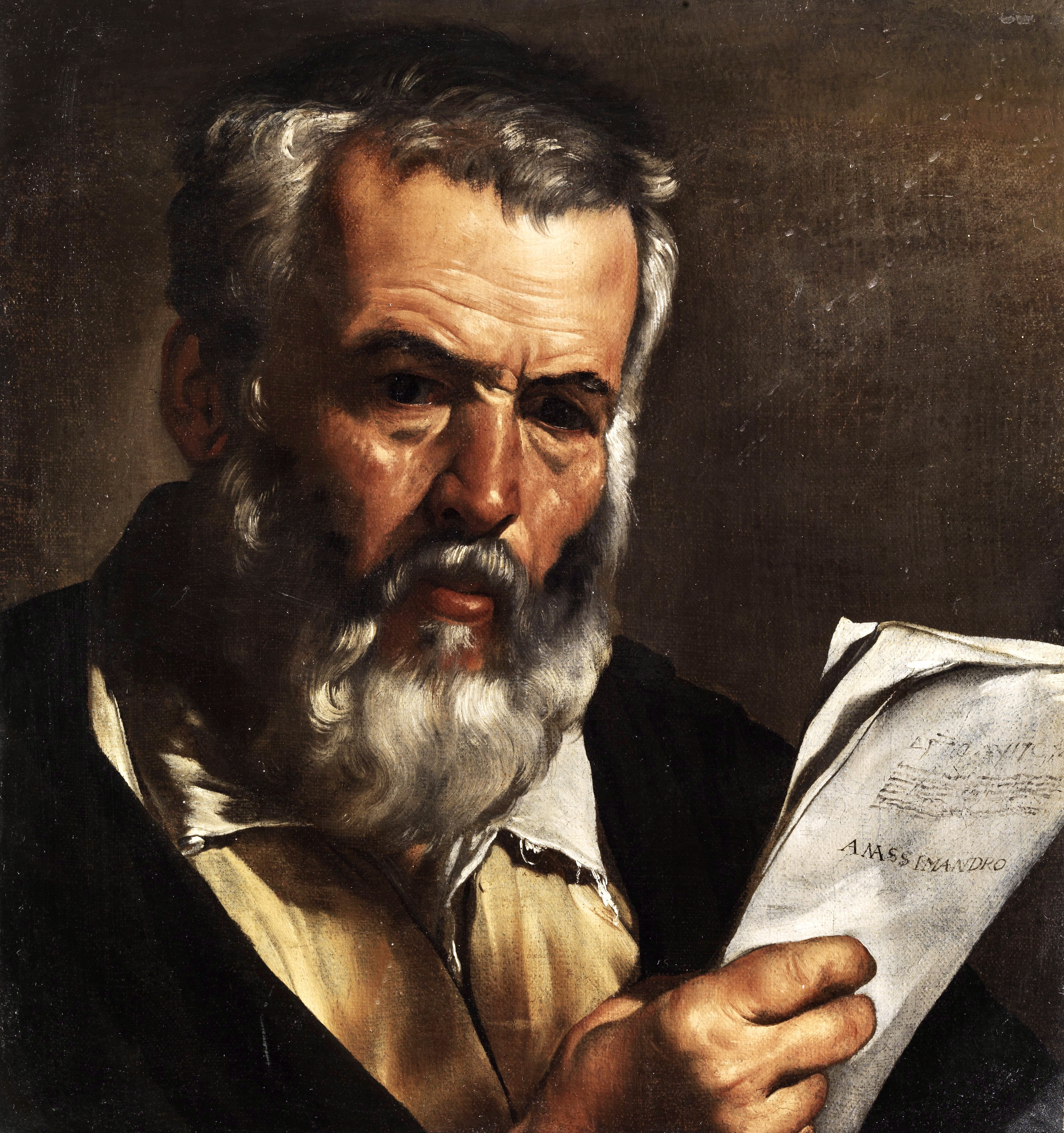
«Філософ Анаксімандр»
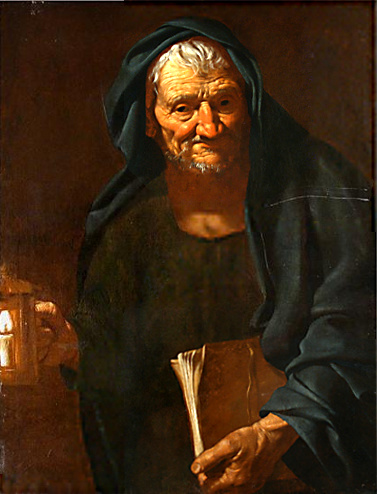
«Філософ Діоген з ліхтарем»